# Method (film, 2004)
Pour les articles homonymes, voir Method.
Pour plus de détails, voir Fiche technique et Distribution.
Method est un thriller américain réalisé par Duncan Roy (en) et sorti en 2004, dont le sous-titre français est Dangereuse sous tout rapport et anglais Belle Gunness, responsible for more than 40 murders, was never brought to justice. (littéralement « Belle Gunness, responsable de plus de 40 meurtres, n'a jamais été traduite en justice »).

## Synopsis
L'actrice Rebecca Fairbanks (Elizabeth Hurley) reprend un rôle après trois années d'absence à l'écran. Elle incarne Belle Gunness, une tueuse en série de la fin du XIXe siècle. Pour mieux rentrer dans la peau du personnage, Rebecca s'installe sur les lieux mêmes où les crimes furent commis, c'est sa méthode. Tandis qu'elle se sent de plus en plus possédée par son personnage, elle est victime d'hallucinations et découvre que sa mère lui fait absorber des médicaments à son insu. Sur les lieux du tournage, des personnes sont tuées, dont l'épouse de l'acteur principal qui avait été l'ami de Rebecca, puis un journaliste trop curieux et la mère de Rebecca. Les deux histoires sont conduites en parallèle.

## Fiche technique
- Titre : Method
- Réalisation : Duncan Roy
- Scénario : Katie L. Fetting et Duncan Roy
- Musique : Barry Taylor et Neal Acree
- Photographie : Gabriel Kosuth
- Montage : George Akers
- Production : David Alvarado, Donald Kushner, Guy J. Louthan, Shahrook Oomer, Pierre Spengler, Andrew Stevens et Brad Wyman
- Société de production : Andrew Stevens Entertainment, Castel Film Romania et Method Company
- Pays :  Royaume-Uni,  Roumanie,  Suisse et  États-Unis
- Genre : Romance et thriller
- Durée : 93 minutes
- Dates de sortie : 
  -  Espagne : 16 juin 2004 (DVD)

## Distribution
- Elizabeth Hurley (VF : Déborah Perret) : Rebecca
- Jeremy Sisto (VF : Maurice Decoster) : Jake Fields
- Oliver Tobias : Teddy
- Carmen du Sautoy : Mère (Mona)
- John Barrowman : Timothy Stevens
- Sam Douglas : M. Hinkley
- Hannah Yelland : Bethany Fields
- Robin Soans : M. Helgelein
- Peter Banks : Asle
- Howard Samuelsohn : lui-même
- Ioana Pavelescu : la véritable Belle
- Maria Pintea : Jenny
- Marinela Chelaru : Agnes
- Razvan Popa : John, le directeur de la photographie
- Matthew Woodcutt : banquier